# Langues proto-iraniennes
Les langues proto-iraniennes sont un groupe de proto-langues reconstruites de la branche des langues indo-iraniennes parlée par les Indo-Iraniens.